# Mellantjärnen (Hällesjö socken, Jämtland, 695952-153015)
Mellantjärnen är en sjö i Bräcke kommun i Jämtland och ingår i Ljungans huvudavrinningsområde.